# Asa Hartford
Richard Asa Hartford (Clydebank, 1950. október 24. – ) skót válogatott labdarúgó, edző. 

## Pályafutása

### Klubcsapatban
A Glasgow-i Drumchapel Amateur csapatában nevelkedett. Profi játékosként a West Bromwich Albionban mutatkozott be 1967-ben. Egy évvel később a West Bromwich megnyerte az 1968-as FA-kupa döntőjét, de ezen a mérkőzésen Hartford nem lépett pályára. Az 1970-es ligakupa döntőben már szerepelt, viszont azt 2–1-re elveszítették a Manchester Cityvel szemben, amely 1974-ben leigazolta. Két évvel később új csapatával megnyerte a ligakupát. 1979-ben rövid ideig a Nottingham Forest csapatában játszott. 1979 és 1981 között az Everton játékosa volt, majd at követően 1981 és 1984 között ismét a Manchester Cityben szerepelt. 1984-ben az Egyesült Államokba költözött és a Fort Lauderdale Sunban játszott, majd hazatért Angliába a Norwich City együtteséhez, melynek tagjaként megnyerte az 1985-ös ligakupát. Később szerepelt még a Bolton Wanderers, a Stockport County, az Oldham Athletic és a Shrewsbury Town csapataiban.

### A válogatottban
1972 és 1982 között 50 alkalommal szerepelt az skót válogatottban és 5 gólt szerzett. 1972. április 26-án mutatkozott be egy Peru elleni barátságos mérkőzésen. Részt vett az 1978-as, és az 1982-es világbajnokságon. 

## Sikerei, díjai
West Bromwich Albion
- Angol FA-kupa (1): 1967–68

Manchester City
- Angol ligakupa (1): 1975–76

Norwich City
- Angol ligakupa (1): 1984–85